# 동막역 (서울)
동막역(東幕驛)은 용산선의 철도역이었다. 2009년 전후까지 넓은 터로 된 역의 부지와 함께 승강장이 남아있었는데, 용산선을 지하 복선 전철화하면서 노반에 경의선숲길을 조성하며 사라졌다. 근처에 서울 지하철 6호선 대흥역이 있다.

## 연혁
- 1929년 9월 20일 : 용산선 용산~세교리 간 개통과 함께 영업 개시[1]
- 1967년 7월 1일 : 화물 취급 중지[2]
- 1968년 9월 11일 : 화물 취급 재개[3]
- 1972년 5월 1일 : 폐지[4]